# 李振文
李振文（？—？），榆次人，清朝政治人物。进士出身。

## 生平
乾隆十七年（1752年）壬申恩科進士，李振文曾于乾隆五十年接替思明任福州府知府一职，乾隆五十三年由成宁接任。